# Renato Tarantelli Baccari
Renato Tarantelli Baccari (ur. 25 kwietnia 1976 w Rzymie) – włoski duchowny rzymskokatolicki, biskup pomocniczy rzymski oraz wiceregent Rzymu od 2025.

## Życiorys

### Prezbiterat
Święcenia kapłańskie otrzymał 22 kwietnia 2018 i został inkardynowany do diecezji rzymskiej. Po święceniach został wikariuszem biskupim odpowiedzialnym za sprawy prawno-administracyjne.

### Episkopat
21 listopada 2024 papież Franciszek mianował go biskupem pomocniczym diecezji rzymskiej (ze stolicą tytularną Camplum) oraz wiceregentem Rzymu. Święcenia biskupie  otrzymał 4 stycznia 2025. Głównym konsekratorem był  kard.  Baldassare Reina, wikariusz generalny diecezji rzymskiej  a współkonsekratorami kard.  Christoph Schönborn, metropolita wiedeński i  Michele Di Tolve, biskup pomocniczy diecezji rzymskiej.    